# Robert Vintousky
Robert Vintousky, né le 19 juin 1902 à Beaune et mort le 8 janvier 1995 à Lamonzie-Montastruc, est un athlète français, spécialiste du saut à la perche. Plusieurs fois recordman de France et champion de France, il compte 34 sélections et douze victoires internationales.

## Biographie
Vinstousky est ouvrier métallurgiste de profession. Sportif, il s'inscrit au Stade français.

### Carrière sportive
Au Stade français, entraîné par Étienne Gajan au saut à la perche, Vintousky détient ses premiers records de France de 1926 à 1928. Il atteint 3,90 m en 1928 puis 3,91 m en 1929,. 
Il est sélectionné pour les Jeux olympiques d'été de 1928 à Amsterdam, il y saute 3,30 m lors des qualifications. Il remporte deux fois le titre de champion de France, en 1933 et en 1935. Il se classe 7e aux Championnats d'Europe de 1937 et 11e à ceux de 1938.
Robert Vintousky totalise 34 sélections internationales et 12 victoires internationales, et détient la 2e meilleure performance française avant 1930, avec 3,935 m.

### Entraîneur et enseignant
Vintousky devient ensuite entraîneur et professeur d'éducation physique. Moniteur de culture physique à l'Association sportive montferrandaise jusqu'en décembre 1940, il quitte ce club pour enseigner à Antibes au Collège national de France. Il enseigne ensuite à Alger puis à Sainte-Croix de Neuilly.

## Palmarès
| Année | Compétition           | Lieu  | Place | Marque |
| ----- | --------------------- | ----- | ----- | ------ |
| 1934  | Championnats d'Europe | Turin | 7e    | 3,80 m |
| 1938  | Championnats d'Europe | Paris | 11e   | 3,50 m |

- Champion de France du saut à la perche :
  - En 1933, avec un saut de 3,82 m ;
  - En 1935 avec 3,80 m.

## Records

### Recordman de France
À partir de 1926, il est plusieurs fois recordman de France de saut à la perche, notamment avec 3,90 m à Osaka le 13 octobre 1928, puis avec 3,91 m en 1929.

### Record personnel
- 3,935 m avant 1930[4].